# Григорьев, Сергей Петрович
Серге́й Петро́вич Григо́рьев (род. 7 октября 1937, Боровичи, Ленинградская область) — советский легкоатлет, специалист по спортивной ходьбе. Выступал за сборную СССР по лёгкой атлетике в конце 1960-х — начале 1970-х годов, победитель и призёр первенств всесоюзного значения, участник двух летних Олимпийских игр.

## Биография
Сергей Григорьев родился 7 октября 1937 года в городе Боровичи Новгородской области.
Занимался лёгкой атлетикой в Ленинграде, состоял в добровольном спортивном обществе «Зенит».
Впервые заявил о себе на всесоюзном уровне в сезоне 1963 года, когда в ходьбе на 50 км выиграл бронзовую медаль на чемпионате страны в рамках III летней Спартакиады народов СССР в Москве — с результатом 4:15.14 уступил здесь только москвичу Анатолию Ведякову и тбилисцу Александру Щербине.
В 1968 году в той же дисциплине одержал победу на чемпионате СССР в Ленинакане (4:20.30,6). Благодаря череде удачных выступлений удостоился права защищать честь страны на летних Олимпийских играх в Мехико — в 50-километровой гонке показал результат 4:44.39,2, расположившись в итоговом протоколе соревнований на 15-й строке.
В 1972 году взял бронзу на чемпионате СССР в Москве (4:14.13,2) — в ходьбе на 50 км финишировал третьим позади Вениамина Солдатенко и Отто Барча. Принимал участие в Олимпийских играх в Мюнхене — на сей раз в ходе прохождения дистанции в 50 км был дисквалифицирован и не показал никакого результата.
В 1974 году установил свой личный рекорд в ходьбе на 50 км — 4:00:20.